# Шонгуты
Шонгуты — село в Апастовском районе Республики Татарстан, на реке Улема, в 12 километрах к северо-востоку от административного центра района — посёлка городского типа Апастово.

## История села
Известно с 1644 года. В дореволюционных источниках упоминается также как Ильинское.
В начале XX века здесь функционировали: трёхпрестольная церковь Илии Пророка (построена в 1883 году) и старообрядческая молельня. Здесь располагались волостное правление, земская школа (открыта в 1868 году), больница, учреждение мелкого кредита, ветеринарный фельдшерский пункт, керосиновая лавка, водяная и 9 ветряных мельниц, крупообдирка, солодовенный завод, красильное, 6 гончарных, 2 овчинных заведения, шерстобойня, 5 кузниц, 2 маслобойни, 8 хлебных амбаров, харчевня, 2 пивные, 2 чайные, 1 казённая винная и 10 мелочных лавок.
По вторникам в Шонгутах проходил базар, с 28 по 31 мая и с 18 по 20 сентября функционировали ярмарки.

Шонгуты (Ильинское тож) — село Казанской губернии, Тетюшского уезда, в 40 верстах к северо-северо-западу от уездного города, при рр. Свияге и Улеме. Жителей до 2000. Довольно значительный торговый пункт, расположенный в хлебородной местности.— Энциклопедический словарь Брокгауза и Ефрона (т. XXXIXa, с. 773)

## Население
| 1782 | 1859  | 1897  | 1908  | 1920  | 1926  | 1938  | 1949  | 1958 | 1970 |
| ---- | ----- | ----- | ----- | ----- | ----- | ----- | ----- | ---- | ---- |
| 388  | ↗1502 | ↗2882 | ↗3207 | ↘2751 | ↗2899 | ↘1656 | ↘1113 | ↘758 | ↘426 |
| 1979 | 1989  | 2002  |       |       |       |       |       |      |      |
| ↘260 | ↘140  | ↗170  |       |       |       |       |       |      |      |

В XVIII — первой половине XIX веков жители Шонгутов относились к категории государственных крестьян.
Занимались земледелием, разведением скота, мукомольным, кожевенным и гончарным промыслами, торговлей.

## Административно-территориальная принадлежность
До 1920 года село Шонгуты являлось центром Ильинско-Шонгутской волости Тетюшского уезда Казанской губернии. 
С 1920 года — в составе Тетюшского, с 1927 года — Буинского кантонов ТАССР. С 10 августа 1930 года — в Апастовском, с 1 февраля 1963 года — в Тетюшском, с 4 марта 1964 года — вновь в Апастовском районах республики.
В настоящее время входит в состав Большекокузского сельского поселения Апастовского муниципального района Республики Татарстан.

## Люди, связанные с селом
В Шонгутах родились: 
- преподобномученик, архимандрит Русской Православной Церкви Тихон (в миру — Иосиф Петрович Бузов) (1873 — 1937);[5]
- советский конструктор ракет, дважды Герой Социалистического Труда Владимир Геннадиевич Садовников (1928 — 1990).

## Достопримечательности
Вблизи села Шонгуты расположены остатки археологического памятника «Шонгутское городище» (XIV века).